# Lidewij Welten
Lidewij Welten (ur. 16 lipca 1990) – holenderska hokeistka na trawie. Dwukrotna złota medalistka olimpijska, oraz srebrna medalistka igrzysk w Rio de Janeiro (2016).
W reprezentacji Holandii debiutowała w 2008. Brała udział w dwóch igrzyskach (IO 08, IO 12), na obu zdobywała złote medale. Z kadrą brała udział m.in. w mistrzostwach świata w 2010 (srebro) oraz kilku turniejach Champions Trophy i mistrzostwach Europy (złoto w 2009 i 2011). Łącznie w kadrze rozegrała 66 spotkań (10 goli). Srebrna medalistka igrzysk w Rio de Janeiro (2016).